# Auletta sycinularia
Auletta sycinularia är en svampdjursart som beskrevs av Schmidt 1870. Auletta sycinularia ingår i släktet Auletta och familjen Axinellidae. Inga underarter finns listade i Catalogue of Life.